# Гальченко Микола Петрович
Микола Петрович Гальченко (1920—1943) — молодший сержант Робітничо-селянської Червоної Армії, учасник Німецько-радянської війни, Герой Радянського Союзу (1944).

## Життєпис
Микола Гальченко народився 19 грудня 1920 року в селі Писарівка (нині — в межі селища Хотінь Сумського району Сумської області України) в селянській родині. Закінчив п'ять класів школи, після чого працював у колгоспі. Пізніше переїхав до Москви, де здобув фах монтажника, працював на будівництві житлових будівель і промислових підприємств. Напередодні війни повернувся в рідне село. На початку Німецько-радянської війни Гальченко опинився в окупації, воював у партизанському загоні. У вересні 1943 року він був призваний на службу в Робітничо-селянську Червону Армію. З того ж року — на фронтах Німецько-радянської війни. До осені 1943 року молодший сержант Микола Гальченко командував кулеметним розрахунком 615-го стрілецького полку 167-ї стрілецької дивізії 38-ї армії 1-го Українського фронту. Відзначився в боях за визволення Києва.
Під час боїв за Київ Гальченко особисто подавив кілька ворожих вогневих точок, що сприяло успіху атакуючих дій радянських підрозділів. 9 грудня 1943 року він помер від отриманих в бою поранень. Похований у місті Василькові Київської області України.
Указом Президії Верховної Ради СРСР від 10 січня 1944 року за зразкове виконання бойових завдань командування на фронті боротьби з німецькими загарбниками і проявлені при цьому мужність і героїзм" молодший сержант Микола Гальченко посмертно був удостоєний високого звання Героя Радянського Союзу. Також був нагороджений орденом Леніна і медаллю.